# Wendy Darling
Wendy Moira Angela Darling est un personnage fictif créé par J. M. Barrie, et qui apparaît pour la première fois dans la pièce Peter Pan or the Boy Who Would Not Grow up en 1904, puis dans le roman Peter and Wendy.
Le personnage aurait été inspiré par les figures de Sylvia Llewlynn Davies et de sa nièce l'écrivaine Daphné du Maurier.

## Le personnage de Wendy
Dans la pièce et le roman Peter Pan, et dans son adaptation cinématographique, Wendy est une écolière sous l'époque édouardienne. Elle est issue de la classe moyenne de Londres. Elle est la fille de George Darling, un pompeux banquier, et de Mary. Elle partage une nursery avec ses deux frères, Michael et John. Elle incarne la grande sœur raisonnable et douce, qui surveille ses deux frères tout en les sermonnant avec douceur.
Pour la version Disney du personnage :

## Le caractère de Wendy
Wendy est le personnage le mieux développé dans l'histoire de Peter Pan, elle est considérée comme étant le personnage central de l'histoire. Elle se dit fière de son enfance et aime à raconter des histoires fantastiques. Elle a une vision néfaste de l'adulte, en partie à cause de son père, homme qu'elle aime mais qui l'effraye par ses nombreuses colères. Elle souhaite au début du livre ne jamais grandir, c'est ainsi qu'elle rencontre Peter Pan, venu récupérer son ombre, que Wendy recoud, avant de l'accompagner au pays imaginaire où ils resteront enfants indéfiniment.
Pourtant, Wendy constate que cette expérience fait ressortir son côté adulte. Peter et les enfants perdus, qui habitent le Pays imaginaire, font d'elle leur maman. Elle accepte alors d'effectuer pour eux certaines tâches domestiques. Elle entretient une relation ambigüe avec Peter Pan, et la fée Clochette se montre quelquefois jalouse d'elle.
Dans le texte original de James Barrie, Wendy demande à Peter s'il voudrait un jour l'épouser. Wendy accepte finalement d'être une adulte et rentre à Londres après avoir décidé de ne pas reporter l'échéance plus longtemps.

## Le nom de Wendy
Certaines recherches ont prouvé que James Barrie n'avait pas inventé le prénom Wendy. Ce prénom était rarement utilisé en Angleterre mais il a été rendu célèbre par l'auteur de Peter Pan, sa popularité en a crédité Barrie d'inventeur.
L'auteur prit le prénom de Wendy en mémoire de la fille de l'un de ses amis, le poète W. E. Henley. La petite Margaret, qui mourut à l'âge de six ans, avait des difficultés à prononcer la lettre « r » de sorte que, voulant appeler Barrie my friendly elle l'appelait en fait my fwendy.

## Adaptation au cinéma
- Peter Pan, film muet réalisé par Herbert Brenon, en 1924. Wendy est jouée par Mary Brian.
- Peter Pan, dessin animé réalisé par Clyde Geronimi en 1953. Wendy est doublée par Kathryn Beaumont en anglais, et Marie-Claire Marty en français, puis par Séverine Morisot, en 1991.
- Hook, film de Steven Spielberg, sorti en 1991. Wendy y est interprétée par Dame Maggie Smith.
- Peter Pan, film réalisé par P.J. Hogan, sorti en 2003. Wendy est jouée par Rachel Hurd-Wood
- Wendy, film réalisé par Benh Zeitlin, sorti en 2020.
- Peter Pan et Wendy (Peter Pan & Wendy) de David Lowery, sorti en 2023.

## Adaptation à la télévision
- Once Upon A Time, série réalisée par Edward Kitsis et Adam Horowitz, 2011. Wendy apparaît dans les saisons 2 et 3. Elle est jouée par Freya Tingley.